# Blepharepium annulatum
Blepharepium annulatum là một loài ruồi trong họ Asilidae. Blepharepium annulatum được Bigot miêu tả năm 1857.